# Mierzwin (województwo kujawsko-pomorskie)
Mierzwin – wieś w Polsce położona w województwie kujawsko-pomorskim, w powiecie inowrocławskim, w gminie Złotniki Kujawskie.
W latach 1975–1998 miejscowość administracyjnie należała do województwa bydgoskiego.

## Historia wsi
W XVI w. właściciel wsi Krzysztof Mierzwiński należał do braci polskich. W roku 1884 wieś należała do Więckowskiej. W tym czasie wieś miała powierzchnię 1647 mórg i były dwie karczmy w osadach Czerwiniak i Byczek. W tym czasie we wsi było 8 domów 158 mieszkańców. W ogólnej liczbie mieszkańców było 119 katolików i 32 ewangelików oraz 62 analfabetów.